# Cameron Boyce
Cameron Boyce (født 28. maj 1999, død 6. juli 2019) var en amerikansk skuespiller, danser og model, bedst kendt for sine roller i spillefilmene Mirrors, Eagle Eye, Drengerøve og Descendants, såvel i rollen som Luke Ross i Disney Channels komedieserie Jessie og som Conor i  Gamer's Guide to Pretty Much Everything.

## Udvalgt filmografi

### Film
- 2008: Mirrors – Michael Carson
- 2008: Eagle Eye – Sam Holloman
- 2010: Drengerøve – Keithie Feder
- 2013: Drengerøve 2 – Keithie Feder
- 2015: Descendants - Carlos
- Descendants 2 - Carlos
- Descendants 3 - Carlos

### Tv-serier
- Jessie - Luke Ross (2012-2015/16)
- En gamers guide til det allermeste - Conor (2015 - 2017)
- 2009 : Icarly - lille dreng på cykel i sæson 2 afsnit 11 "IGo Nuclear"